# Wałentyn Trutenko
Wałentyn Maksymowycz Trutenko, ukr. Валентин Максимович Трутенко (ur. 9 marca?/21 marca 1881 w Zwinogródce, zm. 30 stycznia 1953 w Santiago) – ukraiński i rosyjski wojskowy (generał chorąży), emigracyjny działacz wojskowy.

## Życiorys
Ukończył Władymirski Kijowski Korpus Kadetów, zaś w 1901 roku Kijowską Szkołę Wojskową. Służył w 176 Pieriewołoczenskim Pułku Piechoty. Następnie ukończył Nikołajewską Akademię Sztabu Generalnego. W 1909 roku przeszedł do 175 Baturinskiego Pułku Piechoty. 
Brał udział w I wojnie światowej. Walczył na Froncie Zachodnim. W 1916 roku w stopniu podpułkownika objął dowództwo 175 Baturinskiego Pułku Piechoty. Po rewolucji lutowej 1917 roku aktywnie opowiadał się za ukrainizacją oddziałów wojskowych 12 Armii. Był jednym z organizatorów ukraińskiego zjazdu wojskowego Frontu Zachodniego w Rydze. W listopadzie tego roku przybył na Ukrainę na czele 175 Baturinskiego Pułku Piechoty, wstępując do armii ukraińskiej. W czasach Hetmanatu dowodził różnymi oddziałami wojskowymi na Jekaterynosławszczyźnie i Czerkasczyźnie. Wsparł powstanie przeciwko rządom hetmana Pawła Skoropadskiego. Następnie mianowano go komendantem junkierskiej szkoły wojskowej w Mohylowie Podolskim. Później był zastępcą dowódcy 3 Zaporoskiej Dywizji Strzelców. Od grudnia 1919 roku pełnił obowiązki dowódcy Dywizji. Na początku 1920 roku został komendantem sił wojskowych ujezdu lipowieckiego. Wiosną 1920 roku dowodził oddziałem powstańczym. Od sierpnia tego roku był zastępcą komendanta junkierskiej szkoły wojskowej w Kamieńcu Podolskim. W listopadzie wraz z oddziałami Armii Czynnej Ukraińskiej Republiki Ludowej został internowany w Polsce. W 1922 roku objął funkcję komendanta ogólnej junkierskiej szkoły wojskowej dla internowanych wojskowych ukraińskich. Doszedł do stopnia generała chorążego. W 1924 roku wyjechał do Niemiec, gdzie zaangażował się w działalność hetmańców popierających Pawła Skoropadskiego. Wybrano go atamanem Ukraińskiego Wolnego Kozactwa. Jednocześnie był przedstawicielem wojskowym hetmańskiego rządu emigracyjnego. Po zakończeniu II wojny światowej przebywał w obozie dla uchodźców w Mittenwaldzie. Następnie organizował stanice Ukraińskiego Wolnego Kozactwa w zachodnich Niemczech. W 1948 roku wyemigrował do Chile.